# Gridline Rap Battles
 (février 2025).
Motif : Absence de sources
- Archive Wikiwix
- Bing
- Cairn
- DuckDuckGo
- E. Universalis
- Gallica
- Google
- G. Books
- G. News
- G. Scholar
- Persée
- Qwant
- (zh) Baidu
- (ru) Yandex
- (wd) trouver des œuvres sur Wikidata

| 1. | Préciser le motif de la pose du bandeau. | Précisez le motif de la pose du bandeau en utilisant la syntaxe suivante : {{admissibilité à vérifier\|date=mars 2025\|motif=remplacez ce texte par le motif}}                            |
| 2. | Informer les utilisateurs concernés.     | Pensez à avertir le créateur de l'article, par exemple, en insérant le code ci-dessous sur sa page de discussion : {{subst:avertissement admissibilité à vérifier\|Gridline Rap Battles}} |

 (mars 2024).
 (mars 2024).
Pour des articles plus généraux, voir Epic Rap Battles of History et Imitations et parodies d'Epic Rap Battles of History.
Gridline Rap Battles fait partie des nombreuses imitations et parodies d'Epic Rap Battles of History.

## Saison? (2018 - en cours de production)
| no | Ép.     | Titre                                    | Date d'exposition  | Durée (min:s) | Vues (Mio) | Compétiteurs et autres protagonistes présents | Lien |
| -- | ------- | ---------------------------------------- | ------------------ | ------------- | ---------- | --- | ---- |
| 1  | 1       | Julius Caesar vs. John F. Kennedy        | 27 mars 2018       | 3:13          | 1,5        | Jules César (Redfriction), l'empereur et dictateur des Romains, lance ses forces aux 35e président, John Fitzgerald Kennedy (Mr. Tibbs). |      |
| 2  | 2       | Batman vs. Spiderman                     | 27 mars 2018       | 2:26          | 2,4        | Le super-héros de DC comics, Batman (Betaspark), contre Spider-Man (Redfriction), le héros de la ville. |      |
| 3  | 3       | Laughing Jack vs. Pennywise              | 27 mars 2018       | 2:17          | 2,0        | Ça (Redfriction et Ryan Shack), le clown psychopathe de Derry, célèbre pour son ballon rouge, se rit follement auprès Laughing Jack (Betaspark et Redfriction), le clown monochrome. |      |
| 4  | 4       | Jim Henson vs. Jeff Dunham               | 27 mars 2018       | 2:09          | 1,9        | Jeff Dunham (Ryan Shack), le producteur, humoriste et ventriloque américain s'anime contre Jim Henson (Mr. Tibbs), le grand marionnettiste du Muppet Show, lui aussi producteur. |      |
| 5  | 5       | Beakman vs. Mr. Wizard                   | 27 mars 2018       | 2:48          | 1,0        | Beakman (Mr. Tibbs et Redfriction), le scientifique excentrique contre Mr. Wizard (en) (Betaspark), l'animateur de télévision. À la fin du battle, Carl Sagan essaye de finir la parole. |      |
| 6  | 6       | Master Chief vs. Captain Olimar          | 27 mars 2018       | 2:53          | 1,5        | Master Chief (Redfriction), le personnage du jeu vidéo Halo contre le capitaine Olimar (Mr. Tibbs), l'autre personnage du jeu vidéo Pikmin. |      |
| 7  | 7       | C. S. Lewis vs. J. R. R. Tolkien         | 27 mars 2018       | 1:47          | 1,0        | L'écrivain anglais J. R. R. Tolkien (Mr. Tibbs), auteur de la saga Le Seigneur des anneaux s'oppose avec une énergie fantastique à son ami C. S. Lewis (Ryan Shack et Redfriction), auteur de la saga Le Monde de Narnia.                                                                                    |      |
| 8  | 8       | MacGyver vs. Bear Grylls                 | 27 mars 2018       | 2:09          | 1,7        | Bear Grylls (Zawesome), l'alpiniste, aventurier et écrivain anglais contre Angus MacGyver (Mr. Tibbs), l'homme aux multiple-couteau suisse. |      |
| 9  | 9       | Donald Trump vs. Charles Foster Kane     | 27 mars 2018       | 2:46          | 2,1        | Le 45e président des États-Unis, Donald Trump (Mr. Tibbs), contre Charles Foster Kane (Ryan Shack), le propriétaire du New York Inquirer. |      |
| 10 | 10      | Davy Crockett vs. Steve Irwin            | 3 août 2019        | 2:00          | 5,5        | Davy Crockett (Mr. Tibbs), le soldat américain s'aventure sur le territoire du « chasseur de crocodile » Steve Irwin, conservateur australien de parc zoologique (Zawesome), connu pour The Crocodile Hunter, série documentaire sur la faune et la flore australiennes.                                     |      |
| 11 | 11      | Link vs. King Arthur                     | 1er septembre 2019 | 1:54          | 3,4        | Link (Mr. Tibbs), le célèbre personnage de jeu vidéo Nintendo contre le Roi Arthur (RedFriction), le seigneur breton. |      |
| 12 | 12      | The Punisher vs. Al Capone               | 5 octobre 2019     | 2:00          | 3,6        | Punisher (Mr. Tibbs), le justicier contre le chef de gangsters de Chicago Al Capone (Ryan Shack). |      |
| 13 | 13      | Target vs. Walmart                       | 2 novembre 2019    | 2:26          | 9,2        | Deux célèbres marques américains s'affrontent dans cet épisode : Walmart (RedFriction), le fameux entreprise de grande distribution contre Target, l'autre entreprise de grande distribution. Au cours de la battle, Amazon (Mr. Tibbs), jette le colis, pour voir qui est le meilleur entreprise.           |      |
| 14 | 14      | Walt Disney vs. Doctor Seuss             | 2 décembre 2019    | 3:06          | 9,6        | L'écrivain américain (de livres pour enfants) Dr. Seuss (Mancala), contre Walt Disney (Mr. Tibbs), l'animateur, réalisateur, producteur, et scénariste américain. |      |
| 15 | 15      | The Wizard of Oz vs. P. T. Barnum        | 10 janvier 2020    | 2:07          | 4,1        | P. T. Barnum (Mr. Tibbs), l'entrepreneur de spectacle américain contre Le Magicien d'Oz (Ryan Shack et RedFriction), le souverain du pays d'Oz. |      |
| 16 | 16      | Godzilla vs. Harry Truman                | 11 juillet 2020    | 3:04          | 20,2       | Harry S. Truman (Mr. Tibbs et Raichous), le 33e président tente de tuer le monstre géant Godzilla (Freshy Kanal), le monstre du cinéma japonais et une figure emblématique de la culture populaire. |      |
| 17 | 17      | Han Solo vs. Neil Armstrong              | 6 septembre 2020   | 2:08          | 5,0        | Neil Armstrong (Thoma$), l'astronaute et explorateur américain contre Han Solo (Zawesome), l'ancien élève officier impérial, contrebandier et pilote du Faucon Millenium. |      |
| 18 | 18      | Waldo vs. Banksy                         | 9 janvier 2021     | 2:10          | 7,4        | Banksy (Mr. Tibbs et King Mewtwo), le graffeur anglais contre Charlie (Zawesome), le jeune homme grand et mince. |      |
| 19 | 19      | Richard Nixon vs. Gabe Newell            | 2 avril 2021       | 3:04          | 2,3        | Le trente-sixième président des États-Unis Richard Nixon (Zawesome), contre Gabe Newell (Mr. Tibbs), le cofondateur de Valve Corporation. En invitée, George McGovern, John Fitzgerald Kennedy, Gerald Ford et Bill Gates font une courte apparition.                                                        |      |
| 20 | 20      | Chills vs. Rod Serling                   | 2 mai 2021         | 2:16          | 7,1        | Rod Serling (Mr. Tibbs), le scénariste américain contre Chills (en) (Thomas Mancala), le youtuber anglais. |      |
| 21 | 21      | The Babadook vs. Freddy Krueger          | 1er juin 2021      | 2:57          | 4,8        | Le tueur en série de fiction, Freddy Krueger (Zawesome), griffe Mister Babadook (Mr. Tibbs et Freshy Kanal), le creepypasta du livre. |      |
| 22 | 22      | Wario vs. Count Dracula                  | 31 octobre 2021    | 2:50          | 63,3       | Le comte Dracula (Mr. Tibbs et Freshy Kanal) aspire à glacer le sang de Wario (Freshy Kanal et Mr. Tibbs), le double maléfique de Mario. |      |
| 23 | 23      | Galactus vs. Katamari Damacy             | 20 novembre 2021   | 3:55          | 22,5       | Galactus (Mr. Tibbs), l'entité cosmique contre Le Prince (voix de Freshy Kanal), le protagoniste du jeu Katamari Damacy. |      |
| 24 | 24      | Joe Biden vs. Sandman                    | 1 avril 2022       | 2:54          | 41,6       | Le marchand de sable (Thim et Commander Jacob), le personnage légendaire essaye de faire dormir le 46e président, Joe Biden (Zawesome). |      |
| 25 | bonus 1 | Willy Wonka vs. Flint Lockwood           | 28 août 2022       | 3:14          | 12,7       | Flint Lockwood (voix de Snakebite126), l'inventeur intelligent veut faire manger des burgers à Willy Wonka (voix de Zawesome), le chocolatier américain. |      |
| 26 | 26      | Michael Myers vs. Mike Myers             | 31 octobre 2022    | 2:34          | 29,4       | Deux personnages de même nom se battent dans cet épisode : Michael Myers (Zawesome et Mr. Tibbs), le psychopathe de Haddonfield, de la saga Halloween affronte Mike Myers (Mr. Tibbs et Zawesome), l'acteur, humoriste, scénariste et réalisateur britannico-canadien, connu pour son rôle de Austin Powers. |      |
| 27 | 27      | Blackbeard vs. Santa Claus               | 21 décembre 2022   | 2:19          | 12,5       | Barbe noire (Mr. Tibbs), le pirate des mers contre le Père Noël (Zawesome et MaNCHA), le personnage de la fête de Noël. |      |
| 28 | 28      | Professor Oak vs. John Madden            | 11 février 2023    | 2:32          | 18,3       | l'expert des Pokémon et célèbre scientifique, Professeur Chen (Zawesome), contre John Madden (Mr. Tibbs et Swizkii), l'entraîneur et commentateur sportif américain. |      |
| 29 | bonus 2 | Al Gore vs. Captain Planet               | 22 avril 2023      | 2:24          | 8,0        | Capitaine Planète (voix de Zawesome), le personnage-titre de la série affronte Al Gore (voix de AdamDRB), le vice-président des États-Unis. |      |
| 30 | bonus 3 | Barbie vs. Buzz Lightyear                | 21 juillet 2023    | 1:44          | 5,3        | Barbie (voix de garbageGothic), le jouet préférée des filles contre Buzz l'Éclair (voix de Mr. Tibbs), le héros de Toy Story. |      |
| 31 | 31      | Captain Olimar vs. Nic Cage              | 22 juillet 2023    | 3:05          | 22,9       | Le capitaine Olimar (Mr. Tibbs), le personnage du jeu vidéo Pikmin contre Nicolas Cage (Zawesome), l'acteur, réalisateur et producteur de cinéma américain. Pendant le battle, le directeur de l'Internal Revenue Service (Mr. Tibbs) donne des avertissements à Nicolas.                                    |      |
| 32 | 32      | Chris McLean vs. Jason Voorhees          | 28 octobre 2023    | 2:33          | 12,3       | Chris McLean (Mr. Tibbs et Jacuto), le présentateur fictif de la série L'Île des défis extrêmes contre le psychopathe au masque de hockey Jason Voorhees (Fightmarker et Mr. Tibbs). |      |
| 33 | 33      | Saitama vs. Captain Falcon               | 2 juin 2024        | 2:20          | 33,5       | Saitama (Jay Chay), le super-héros sans emploi du manga One Punch Man contre Captain Falcon (Mr. Tibbs), le pilote de Blue Falcon. |      |
| 34 | 34      | Gritty vs. Grimace                       | 7 juillet 2024     | 2:22          | 7,6        | Gritty (Chao et Jay Chay), le mascotte des Flyers de Philadelphie affronte Grimace (Chao et Mr. Tibbs), le grand monstre violet. - Les caméos : Lil Dicky (Zawesome) et le gars (TaigaTonic) font une courte apparition.                                                                                     |      |
| 35 | 35      | Herobrine vs. G-Man                      | 3 août 2024        | 3:07          | 28,0       | l'Herobrine (voix de Freeced), le creepypasta du jeu Minecraft contre G-Man (Zawesome et Gianni Matragrano), le personnage au comportement très calme. |      |
| 36 | 36      | Chibi-Robo vs. R.O.B                     | 1 septembre 2024   | 2:04          | 6,4        | R.O.B. (voix de Commander Jacob), l'accessoire de la NES veut dévisser Chibi-Robo (voix de Snakebite126), le jouet minuscule. - Au début du battle Telly Vision (voix de Freshy Kanal) demande à Chibi-Robo de commencer la bataille.                                                                        |      |
| 37 | 37      | The Merchant vs. The Happy Mask Salesman | 31 octobre 2024    | 2:46          | 9,4        | Le personnage secondaire et le marchand de masque de la série The Legend of Zelda (Mr. Tibbs), contre l'homme masqué du jeu Resident Evil 4 (Zawesome). |      |
| 38 | 38      | Colonel Sanders vs. Bernie Sanders       | 9 novembre 2024    | 3:39          | 24,6       | Deux Sanders célèbres s'affrontent dans cet épisode : Colonel Sanders (Zawesome), le fondateur de KFC contre Bernie Sanders (Mr. Tibbs et littleflecks), le sénateur américain. |      |